# Briteiros (Santo Estêvão)
Briteiros (Santo Estêvão) (oficialmente; também usado Santo Estêvão de Briteiros) é uma povoação portuguesa do Município de Guimarães que foi sede da extinta Freguesia de Santo Estêvão de Briteiros, freguesia que 2,84 km² de área e 1 292 habitantes (2011), e, por isso, uma densidade populacional de 436,5 hab/km².
A Freguesia de Santo Estêvão de Briteiros foi extinta em 2013, no âmbito de uma reforma administrativa nacional, para, em conjunto com a Freguesia de Donim, formar uma nova freguesia denominada União das Freguesias de Briteiros Santo Estêvão e Donim com a sede em Briteiros Santo Estêvão.

## Património
- Citânia de Briteiros[3]

## População
| População da freguesia de Briteiros (Santo Estêvão) (1864 – 2011) | População da freguesia de Briteiros (Santo Estêvão) (1864 – 2011) | População da freguesia de Briteiros (Santo Estêvão) (1864 – 2011) | População da freguesia de Briteiros (Santo Estêvão) (1864 – 2011) | População da freguesia de Briteiros (Santo Estêvão) (1864 – 2011) | População da freguesia de Briteiros (Santo Estêvão) (1864 – 2011) | População da freguesia de Briteiros (Santo Estêvão) (1864 – 2011) | População da freguesia de Briteiros (Santo Estêvão) (1864 – 2011) | População da freguesia de Briteiros (Santo Estêvão) (1864 – 2011) | População da freguesia de Briteiros (Santo Estêvão) (1864 – 2011) | População da freguesia de Briteiros (Santo Estêvão) (1864 – 2011) | População da freguesia de Briteiros (Santo Estêvão) (1864 – 2011) | População da freguesia de Briteiros (Santo Estêvão) (1864 – 2011) | População da freguesia de Briteiros (Santo Estêvão) (1864 – 2011) | População da freguesia de Briteiros (Santo Estêvão) (1864 – 2011) |
| ----------------------------------------------------------------- | ----------------------------------------------------------------- | ----------------------------------------------------------------- | ----------------------------------------------------------------- | ----------------------------------------------------------------- | ----------------------------------------------------------------- | ----------------------------------------------------------------- | ----------------------------------------------------------------- | ----------------------------------------------------------------- | ----------------------------------------------------------------- | ----------------------------------------------------------------- | ----------------------------------------------------------------- | ----------------------------------------------------------------- | ----------------------------------------------------------------- | ----------------------------------------------------------------- |
| 1864                                                              | 1878                                                              | 1890                                                              | 1900                                                              | 1911                                                              | 1920                                                              | 1930                                                              | 1940                                                              | 1950                                                              | 1960                                                              | 1970                                                              | 1981                                                              | 1991                                                              | 2001                                                              | 2011                                                              |
| 304                                                               | 280                                                               | 285                                                               | 323                                                               | 353                                                               | 333                                                               | 382                                                               | 446                                                               | 478                                                               | 622                                                               | 754                                                               | 925                                                               | 1 146                                                             | 1 348                                                             | 1 292                                                             |